# Ларенталии
Ларентиналии (Ларенталии) — праздник, отмечавшийся в древнем Риме 23 декабря и установленный первоначально для чествования Ларунды, сабинской богини, которую позднее отожествили с матерью ларов. Тем же именем называлась жертва, которую приносили в Риме в честь Акка Ларентия (Dea Dia), матери 12 арвальских братьев и воспитательницы Ромула и Рема (она также была отожествлена с матерью ларов).